# Hotokegaura

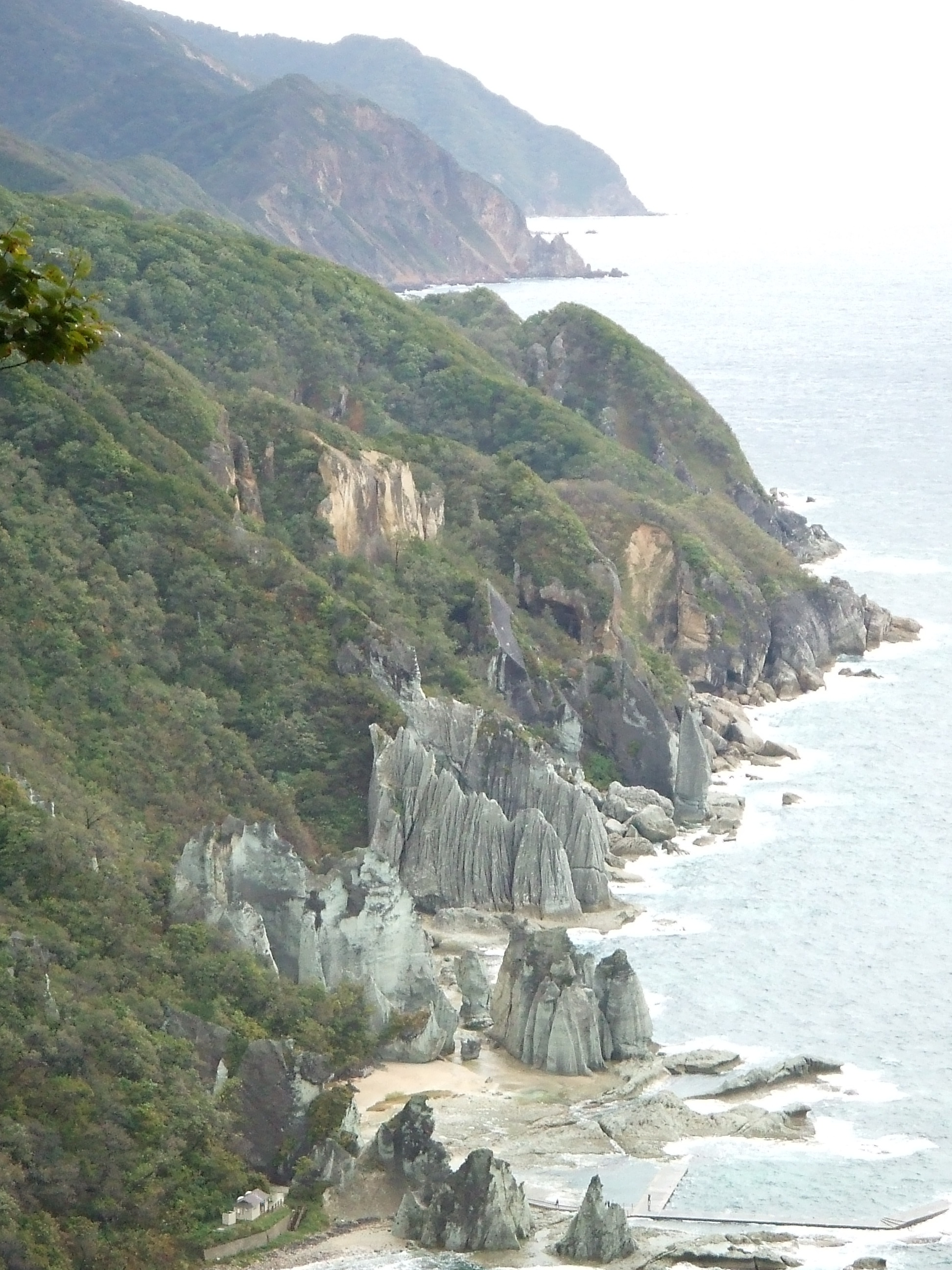
Les Hotokegaura sur la côte ouest de la péninsule de Shimokita, préfecture d'Aomori, Japon.

Les Hotokegaura (仏ヶ浦, Hotokegaura) sont une série de formations rocheuses sculptées naturellement dans les falaises près du village de Sai sur la côte ouest de la péninsule de Shimokita, au nord-est de la grande baie de Mutsu, dans la préfecture d'Aomori au Japon.
Réputées pour ressembler à des Bouddhas, ces roches de forme inhabituelle sont une attraction touristique pour les visiteurs de cette partie reculée du Japon.